# Robert Kseniak
Robert Kseniak (ur. 7 czerwca 1960) – polski lekkoatleta, specjalizujący się w biegach sprinterskich.

## Osiągnięcia
- Mistrzostwa Polski seniorów w lekkoatletyce (3 medale)[1]
  - Bydgoszcz 1983 – brązowy medal w biegu na 400 m
  - Lublin 1984 – brązowy medal w sztafecie 4 × 400 m
  - Bydgoszcz 1985 – srebrny medal w sztafecie 4 × 400 m

- Halowe mistrzostwa Polski seniorów w lekkoatletyce (1 medal)[2]
  - Zabrze 1985 – srebrny medal w biegu na 400 m

- Zawody Przyjaźń-84, Moskwa 1984 – V miejsce w sztafecie 4 × 400 m

## Rekordy życiowe
- bieg na 200 metrów
  - stadion – 21,39 (Rzeszów 1986)
- bieg na 400 metrów
  - stadion – 46,29 (Sopot 1984)